# Coupe des Amériques féminine de basket-ball des moins de 18 ans
Cet article traite de l'épreuve féminine. Pour la compétition masculine, voir Coupe des Amériques masculine de basket-ball des moins de 18 ans.
Le Championnat des Amériques féminin de basket-ball des moins de 18 ans est une compétition féminine de basket-ball qui oppose les meilleures sélections nationales d’Afrique des joueuses de moins de 18 ans. Elle était organisée par la FIBA Amériques tous les 4 ans depuis 1988. Depuis 2006, la compétition a lieu tous les 2 ans. Le titre de champion des Amériques se joue donc entre 8 sélections des différentes zones de qualification aux Amériques. Les quatre équipes demi-finalistes de la compétition se qualifient directement pour la Coupe du monde féminine de basket-ball des 19 ans et moins.
Deux nations ont remporté le titre, l'équipe des États-Unis et celle du Brésil. Les États-Unis ont remporté 12 titres, le premier en 1988 et les suivants de 2000 à 2024. Le Brésil a remporté 2 titres en 1992 et 199.

## Palmarès

### Par édition
| Éd. | Année | Pays hôte                                           | Finale                                              | Finale                                              | Finale                                              | Petite finale                                       | Petite finale                                       | Petite finale                                       | Meilleure joueuse                                   |
| Éd. | Année | Pays hôte                                           | Champion                                            | Score                                               | Deuxième                                            | Troisième                                           | Score                                               | Quatrième                                           | Meilleure joueuse                                   |
| --- | ----- | --------------------------------------------------- | --------------------------------------------------- | --------------------------------------------------- | --------------------------------------------------- | --------------------------------------------------- | --------------------------------------------------- | --------------------------------------------------- | --------------------------------------------------- |
| 1re | 1988  | São Paulo                                           | États-Unis                                          | 70–68                                               | Brésil                                              | Cuba                                                |                                                     | Canada                                              | Non décerné                                         |
| 2e  | 1992  | Guanajuato                                          | Brésil                                              | 80–70                                               | États-Unis                                          | Cuba                                                |                                                     | Porto Rico                                          | Non décerné                                         |
| 3e  | 1996  | Cancún                                              | Brésil (2)                                          | 82–78                                               | États-Unis                                          | Argentine                                           | 69–61                                               | Cuba                                                | Non décerné                                         |
| 4e  | 2000  | Mar del Plata                                       | États-Unis (2)                                      | 69–46                                               | Cuba                                                | Brésil                                              | 59–39                                               | Argentine                                           | Non décerné                                         |
| 5e  | 2004  | Mayagüez                                            | États-Unis (3)                                      | 121–56                                              | Porto Rico                                          | Canada                                              | 47–43                                               | Brésil                                              | Non décerné                                         |
| 6e  | 2006  | Colorado Springs                                    | États-Unis (4)                                      | 85–52                                               | Canada                                              | Argentine                                           | 73–69                                               | Brésil                                              | Non décerné                                         |
| 7e  | 2008  | Buenos Aires                                        | États-Unis (5)                                      | -                                                   | Canada                                              | Brésil                                              | -                                                   | Argentine                                           | Non décerné                                         |
| 8e  | 2010  | Colorado Springs                                    | États-Unis (6)                                      | 81–38                                               | Brésil                                              | Canada                                              | 81–42                                               | Chili                                               | Malott                                              |
| 9e  | 2012  | Gurabo                                              | États-Unis (7)                                      | 71–47                                               | Brésil                                              | Argentine                                           | 53–49                                               | Canada                                              | Stewart                                             |
| 10e | 2014  | Colorado Springs                                    | États-Unis (8)                                      | 104–74                                              | Canada                                              | Argentine                                           | 69–67                                               | Brésil                                              | Wilson                                              |
| 11e | 2016  | Valdivia                                            | États-Unis (9)                                      | 109–62                                              | Canada                                              | Brésil                                              | 70–64                                               | Porto Rico                                          | Cox                                                 |
| 12e | 2018  | Mexico                                              | États-Unis (10)                                     | 84–60                                               | Canada                                              | Argentine                                           | 62–52                                               | Colombie                                            | Howard                                              |
| -   | 2020  | Tournoi annulé en raison de la pandémie de Covid-19 | Tournoi annulé en raison de la pandémie de Covid-19 | Tournoi annulé en raison de la pandémie de Covid-19 | Tournoi annulé en raison de la pandémie de Covid-19 | Tournoi annulé en raison de la pandémie de Covid-19 | Tournoi annulé en raison de la pandémie de Covid-19 | Tournoi annulé en raison de la pandémie de Covid-19 | Tournoi annulé en raison de la pandémie de Covid-19 |
| 13e | 2022  | Buenos Aires                                        | États-Unis (11)                                     | 82–77                                               | Canada                                              | Argentine                                           | 55–50                                               | Brésil                                              | Rice                                                |
| 14e | 2024  | Bucaramanga                                         | États-Unis (12)                                     | 80–69                                               | Canada                                              | Argentine                                           | 73–56                                               | Brésil                                              | Edwards                                             |

### Médailles par pays
Tableau actualisé après le championnat 2024.
| Rang | Nation     | Or | Argent | Bronze | Total |
| ---- | ---------- | -- | ------ | ------ | ----- |
| 1    | États-Unis | 12 | 2      | 0      | 14    |
| 2    | Brésil     | 2  | 3      | 3      | 8     |
| 3    | Canada     | 0  | 6      | 2      | 8     |
| 4    | Cuba       | 0  | 1      | 2      | 3     |
| 5    | Porto Rico | 0  | 1      | 0      | 1     |
| 6    | Argentine  | 0  | 0      | 7      | 7     |

## Détail par pays
| Équipe                 | 1988 | 1992 | 1996 | 2000 | 2004 | 2006 | 2008 | 2010 | 2012 | 2014 | 2016 | 2018 | 2022 | 2024 | Total |
| ---------------------- | ---- | ---- | ---- | ---- | ---- | ---- | ---- | ---- | ---- | ---- | ---- | ---- | ---- | ---- | ----- |
| Argentine              | 5e   | 6e   | 3e   | 4e   | 5e   | 3e   | 4e   | 5e   | 3e   | 3e   |      | 3e   | 3e   | 3e   | 13    |
| Bolivie                |      |      |      |      | 8e   |      |      |      |      |      |      |      |      |      | 1     |
| Brésil                 | 2e   | 1er  | 1er  | 3e   | 4e   | 4e   | 3e   | 2e   | 2e   | 4e   | 3e   |      | 4e   | 4e   | 13    |
| Canada                 | 4e   | 5e   | 5e   | 5e   | 3e   | 2e   | 2e   | 3e   | 4e   | 2e   | 2e   | 2e   | 2e   | 2e   | 14    |
| Chili                  | 7e   |      |      |      |      |      |      | 4e   |      | 6e   | 6e   | 6e   |      |      | 5     |
| Colombie               |      | 8e   |      |      |      |      |      |      | 6e   |      |      | 4e   | 6e   | 6e   | 5     |
| Costa Rica             |      |      | 7e   |      |      | 7e   |      | 8e   |      |      |      |      |      |      | 3     |
| Cuba                   | 3e   | 3e   | 4e   | 2e   |      |      |      |      |      |      |      |      |      |      | 4     |
| Équateur               |      |      | 8e   |      |      |      |      |      |      |      |      |      |      |      | 1     |
| États-Unis             | 1er  | 2e   | 2e   | 1er  | 1er  | 1er  | 1er  | 1er  | 1er  | 1er  | 1er  | 1er  | 1er  | 1er  | 14    |
| Guatemala              | 8e   |      |      |      | 6e   |      |      |      |      |      | 8e   |      |      |      | 3     |
| Mexique                |      | 7e   | 6e   | 7e   |      |      |      | 6e   | 7e   | 7e   | 5e   | 7e   | 5e   | 7e   | 10    |
| Paraguay               |      |      |      |      |      | 5e   |      |      |      |      |      |      |      |      | 1     |
| Porto Rico             | 6e   | 4e   |      | 8e   | 2e   | 6e   | 6e   | 7e   | 5e   | 5e   | 4e   | 5e   | 7e   | 5e   | 13    |
| République dominicaine |      |      |      |      | 7e   |      |      |      | 8e   |      |      |      |      | 8e   | 3     |
| Salvador               |      |      |      |      |      |      |      |      |      | 8e   |      | 8e   | 8e   |      | 3     |
| Venezuela              |      |      |      | 6e   |      |      | 5e   |      |      |      | 7e   |      |      |      | 3     |
| Total                  | 8    | 8    | 8    | 8    | 8    | 7    | 6    | 8    | 8    | 8    | 8    | 8    | 8    | 8    |       |

Légende : en gras le pays organisateur.